# سيباتش (الراين الأسفل)
سيباتش (بالفرنسية: Seebach, Bas-Rhin)‏ هي بلدية تقع في إقليم الراين الأسفل من منطقة ألزاس في شمال شرق فرنسا. تبلغ مساحة هذه المدينة 17.11 (كم²)، يبلغ عدد سكانها 1791 نسمة حسب إحصاء المعهد الوطني للإحصاء والدراسات الاقتصادية سنة 2009 م. وترأس Théo Schimpf البلدية خلال فترة (2008 - 2014).

## معرض صور

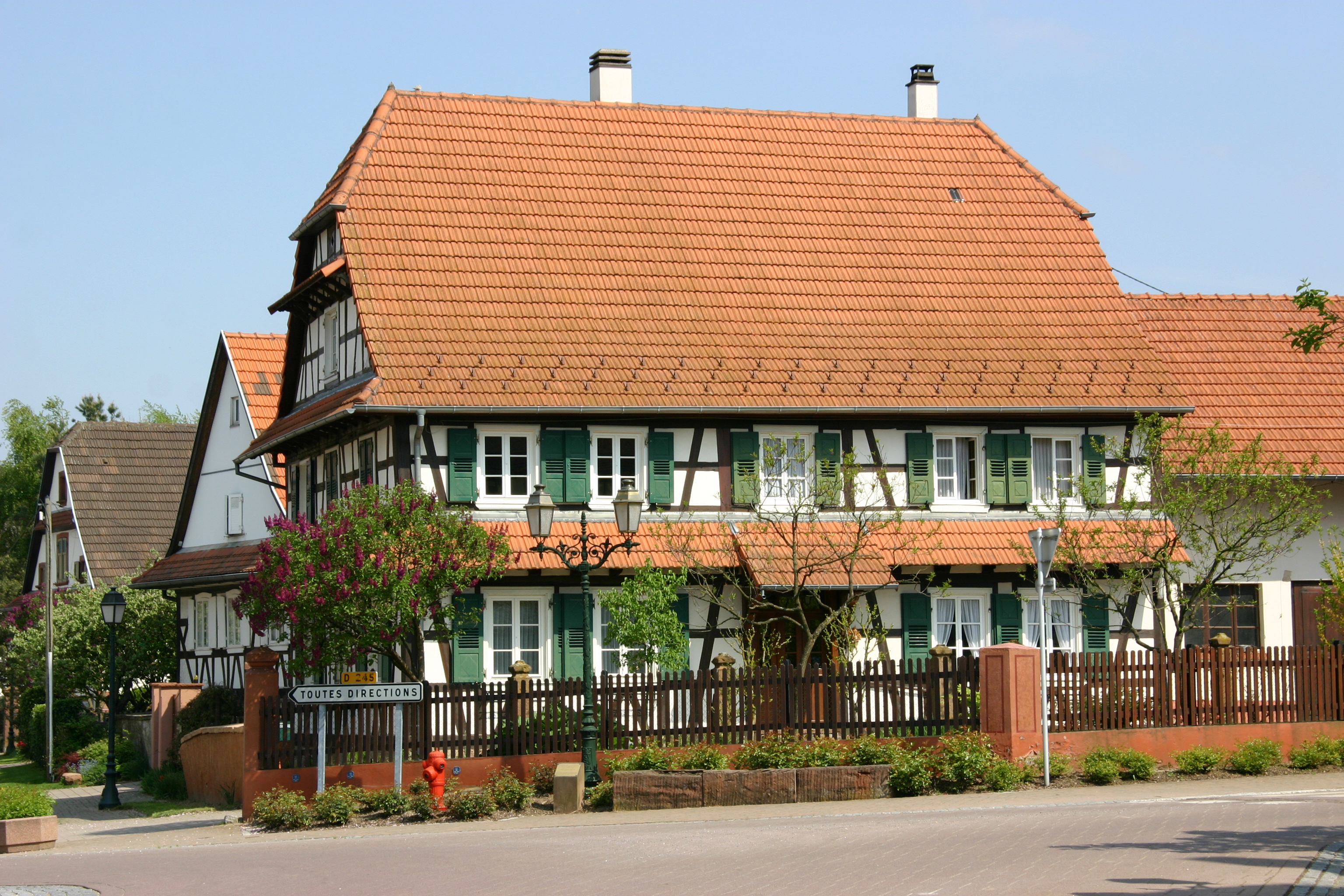
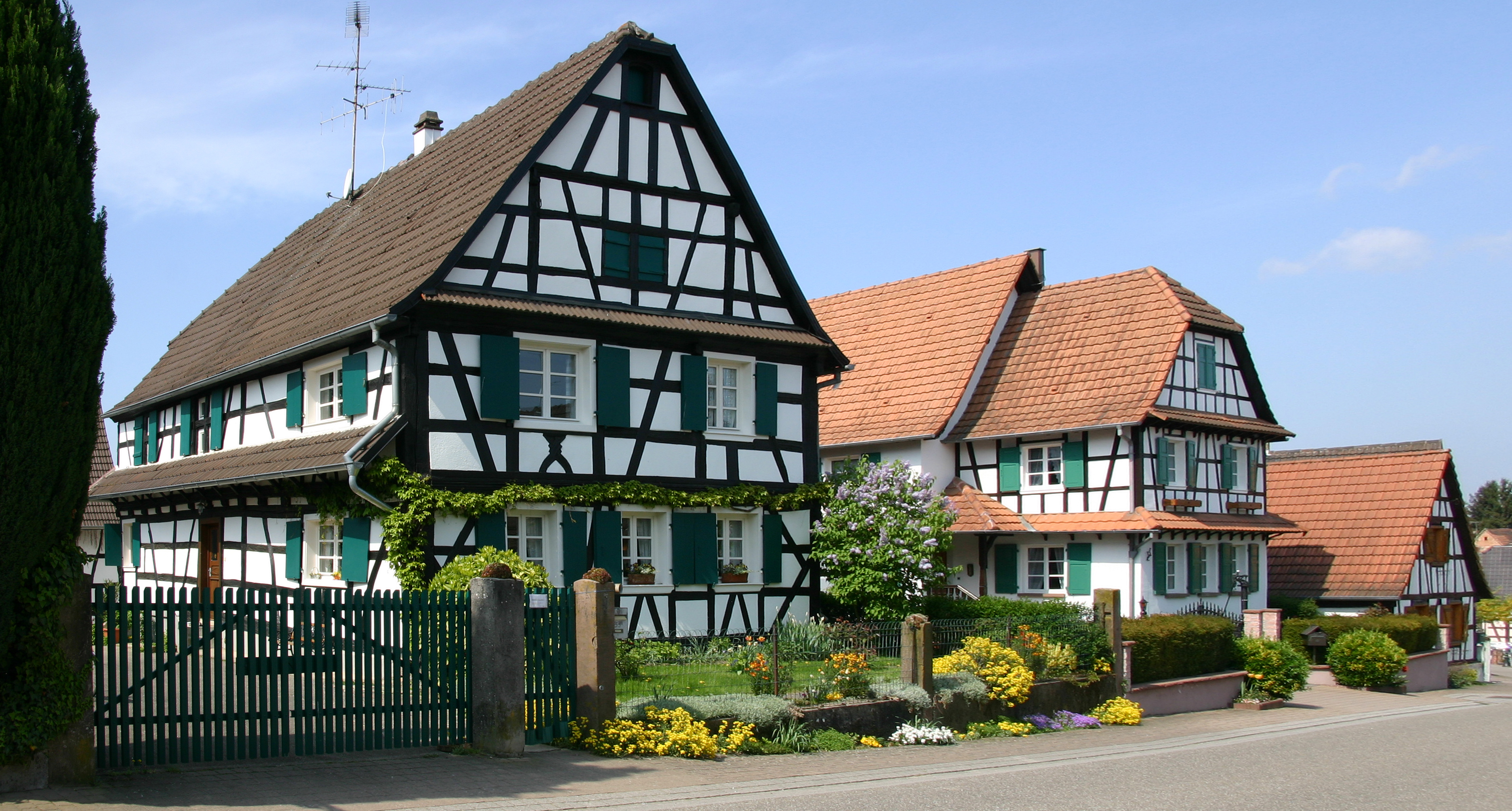
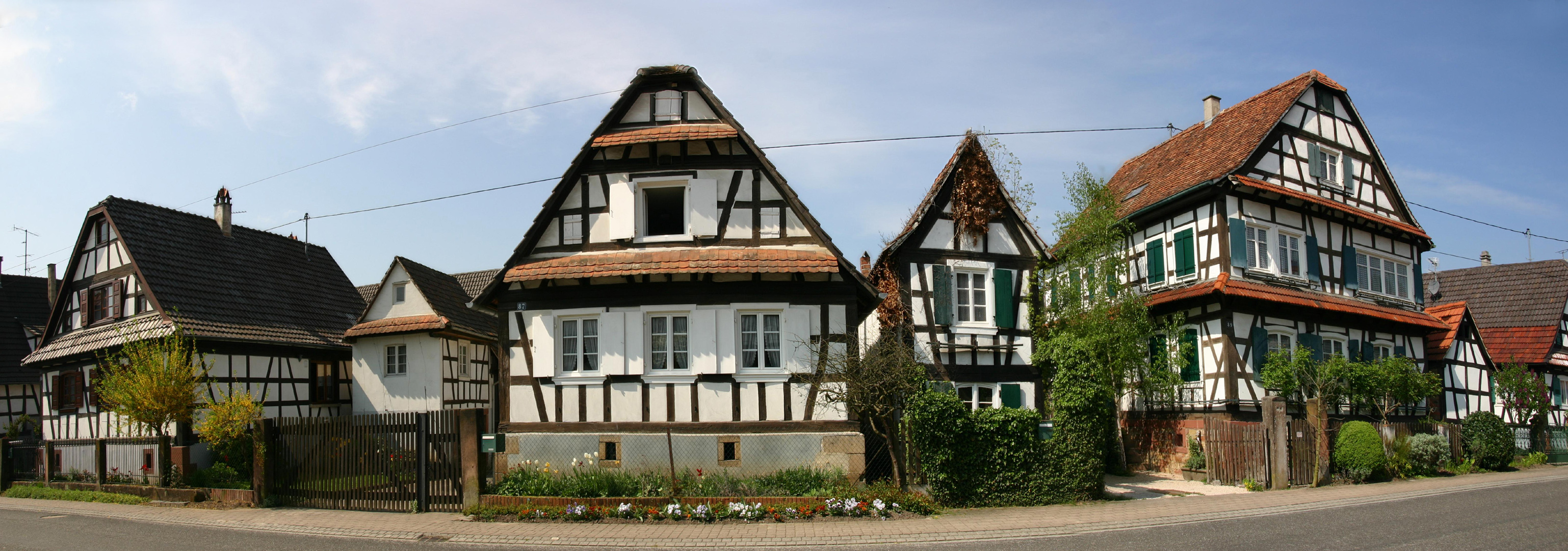
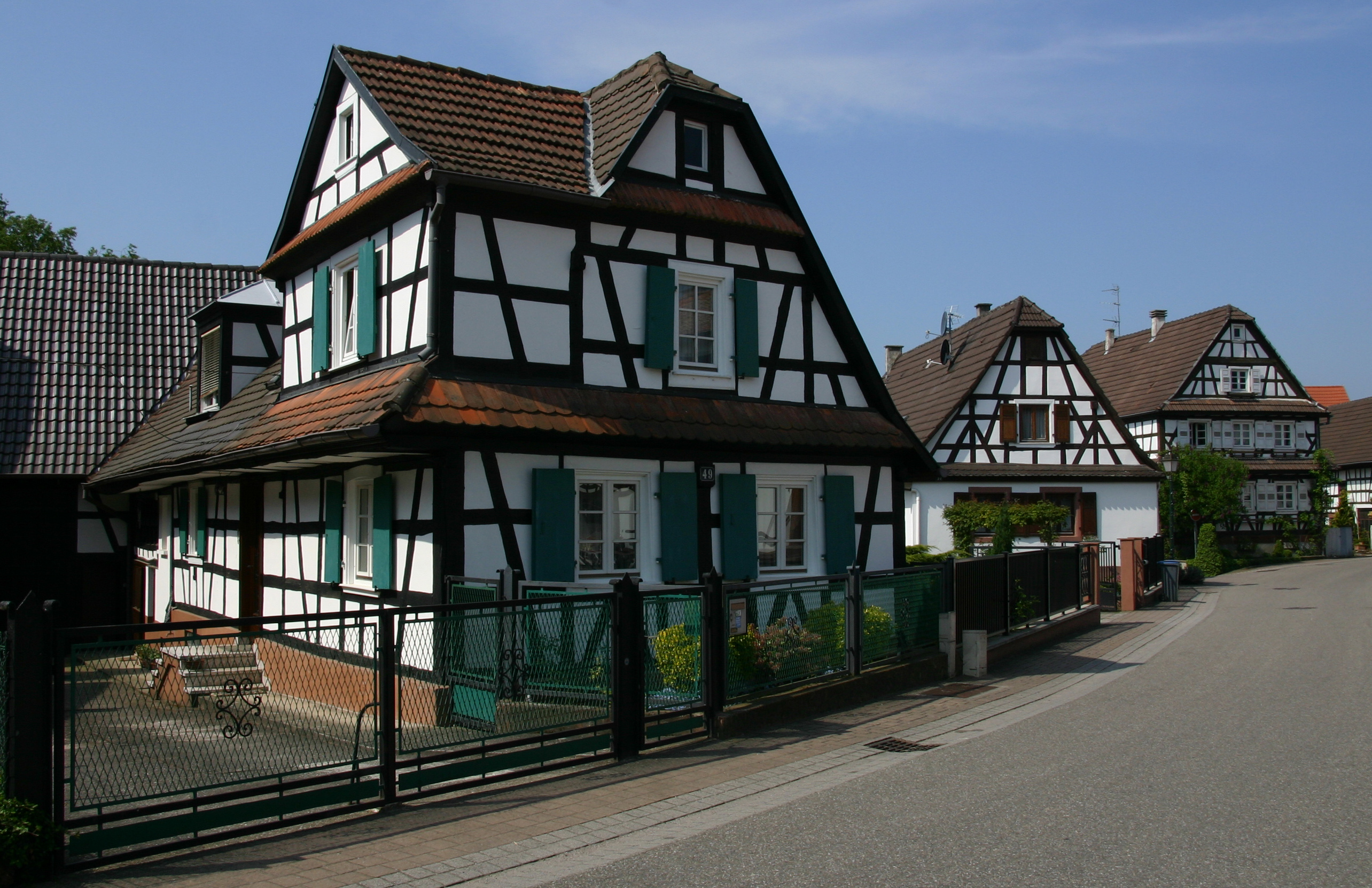

## وصلات خارجية
- صفحة البلدية على موقع المعهد الوطني للإحصاء والدراسات الاقتصادية (بالفرنسية)